# دشني مراد
دشني مراد مغنية بوب وعارضة أزياء كردية من كوردستان العراق ولدت في 1 يناير 1986 في مدينة السليمانية وثم انتقلت إلى هولندا وعاشت في بلدة اسمها ديدام، انضمت إلى فريق لكرة القدم لكنها تركتها بعد أعوام وأصبحت مغنية ثم عارضة أزياء عندما كانت في عمر 16 سنة، تغني دشني مراد أغاني باللغات الإنكليزية والهولندية والكوردية ولها بعض المقاطع باللغة العربية.

## السيرة الذاتية
ولد مراد في يناير 1986 في مدينة السليمانية في إقليم كردستان لأبوين كرديين. بعد الانتفاضة الكردية ضد نظام البعث في عام 1991 ، فر 1400000 كردي من إقليم كردستان خوفًا من انتقام صدام حسين.